# Árpád Szabó
Árpád Szabó (* 16. Oktober 1913 in Budapest; † 13. September 2001 ebenda) war ein ungarischer Altphilologe und Wissenschaftshistoriker.
Szabó promovierte an der Universität Budapest. Danach studierte er in Frankfurt bei Walter F. Otto, Karl Reinhardt und Franz Altheim, nahm teil an der Arbeit des Frobenius-Institutes und habilitierte sich 1939 an der Goethe-Universität Frankfurt am Main. 1940 bis 1948 war er Professor für Altphilologie an der Universität Debrecen. Von 1948 bis 1956 war er Professor für Alte Geschichte und Philosophie in Budapest. 1957 bis 1983 war Szabo am Mathematischen Institut der Ungarischen Akademie der Wissenschaften in Budapest, wo er sich hauptsächlich mit Wissenschaftsgeschichte befasste.
Er war wie später auch Sabetai Unguru ein Vertreter einer Interpretation antiker mathematischer Texte aus dem Kenntnisstand  ihrer Zeit heraus und bettete die Mathematikgeschichte in den kulturellen Kontext ein. Beispielsweise sah er den Ursprung der für die Griechen charakteristischen deduktiven Methode in der eleatischen Philosophenschule, im Gegensatz zu den arithmetischen Methoden aus Babylonien. In seinem Buch Das geozentrische Weltbild untersuchte er die Geschichte griechischer Astronomie als Anwendung der Geometrie (mit Hilfe des Gnomons).
Er verfasste auch eine TV-Serie über antike griechische Philosophen und Literaten.
Szabo war Mitglied der Akademien der Wissenschaften in Athen, Budapest, Lucca und Turku. Er war Fellow des Wissenschaftskolleg zu Berlin und des Center for Advanced Studies in Stanford.

## Schriften
- Horatius és a hellenisztikus irodalomtudomány. Dissertation. In: Egyetemes Philologiai Közlöny. 59, 1935, S. 225–256.
- mit Franz Altheim: Eine Vorläuferin der grossen Völkerwanderungen. In: Welt als Geschichte. 2, 1936, S. 314–343.
- Altmediterranes Königtum und seine Bedeutung für die Anfänge des griechischen Staates. In: Welt als Geschichte. 6, 1940, S. 293–312. (= Auszug aus Vorklassisches Erbe. Habilitationsschrift. Frankfurt 1939 (UB Frankfurt am Main.))
- Lustrum und Circus. In: ARW. 36, 1938, S. 135–160.
- Der Wagen des Amphiaraos. In: Paideuma. 1, 1940, S. 318–332.
- Anfänge der griechischen Mathematik. Oldenbourg, Budapest/ München 1969, DNB 458290270.
- Das goldene Vlies. Corvina-Verlag, Budapest 1971, DNB 730300013.
- mit Erkka Maula: Enklima. Untersuchungen zur Frühgeschichte der griechischen Astronomie, Geographie und der Sehnentafel. Athen 1982, OCLC 13002972.
- mit Zoltán Kádár: Antik természettudomány. Gondotat, Budapest 1984, ISBN 963-281-390-1.
- Das geozentrische Weltbild – Astronomie, Geographie und Mathematik der Griechen. dtv, 1992.
- Die Entfaltung der griechischen Mathematik. Mannheim 1993.
- Anfänge des euklidischen Axiomensystems, Arch. Hist. Exact Sciences, Band 1, 1960, S. 37–106